# اردکلا
اردکلا، روستایی است از توابع بخش لاله‌آباد شهرستان بابل در استان مازندران ایران.
از جاذبه‌های این روستا می‌توان به امامزاده محسن اشاره کرد که در روزهای خاصی مانند روز عاشورا و تحویل سال جدید شمسی محل تجمع و مراسمات مذهبی مردم منطقه و روستاهای اطراف محسوب می‌شود.
از شخصیت‌های سرشناس این روستا می‌توان به افراد زیر اشاره کرد:
- سهراب انتظاری، بازیکن سابق تیم فوتبال پرسپولیس
- دکتر صفدر الهی راد، نویسنده و پژوهشگر حوزهٔ فلسفه دین اسلامی، هیئت علمی مؤسسه امام خمینی ره و کارشناس برنامه‌های تلویزیونی چون بدون توقف و آفتاب شرقی.
- حسین حیدری، بخشدار بندپی شرقی

## جمعیت
این روستا در دهستان کاری‌پی قرار دارد و براساس سرشماری مرکز آمار ایران در سال ۱۳۸۵، جمعیت آن ۸۱۹ نفر (۲۰۱خانوار) بوده‌است.